# ناوكي ميهارا
ناوكي ميهارا (باليابانية: 三原 直樹) (19 يونيو 1987 في طوكيو في اليابان – )؛ هو لاعب كرة قدم ياباني سابق كان يلعب كمدافع.

## وصلات خارجية
- ناوكي ميهارا على موقع رابطة كرة القدم اليابانية للمحترفين (اليابانية)
- ناوكي ميهارا على موقع Soccerway.com (الإنجليزية)